# Antonín Borovička
Antonín Borovička (Davle in district Praag-West, 4 november 1895 –  aldaar, 3 december 1968) was een Tsjechisch componist, dirigent, eufoniumspeler en contrabassist.

## Levensloop
Borovička kreeg al op 7-jarige leeftijd les voor viool en later ook voor eufonium en contrabas. Op 12-jarige leeftijd speelde hij in een klein harmonieorkest van František Vilda mee. Van zijn vader leerde hij het werk van een pottenbakker. Bij verschillende organisten kreeg hij les in muziektheorie en bewerkte al vroeg piano-uittreksels voor blaasinstrumenten. 
In 1915 ging hij in militaire dienst en kwam bij het 28e Infanterie-Regiment in Terezín, waar hij na de basisopleiding van 3 maanden lid werd van de militaire kapel van dit regiment. In 1917 werd deze eenheid opgeheven en kwam hij bij de militaire kapel van een Linie-Regiment dat in de oorlog naar het front in Triëst moest. Na een oorlogsverwonding werd hem het rechterbeen geamputeerd en hij werd als invalide in 1918 ontslagen. 
Hij werd dirigent van het harmonieorkest Vltavan Davle en bleef 40 jaar in deze functie. Hij werkte ook als muziekleraar, vooral voor blaasinstrumenten, en begon zijn eerste werken te componeren. Hij schreef rond 60 werken, meestal voor harmonieorkest.

## Composities

### Werken voor harmonieorkest
- Alenka
- Až budou trumpety (Goldene Trompeten), polka
- Chaloupko nízká, wals
- Davelská polka, polka
- Greenville, polka
- Hájenka
- Já se o tvou lásku prosit nebudu
- Jaro jde k nám, polka
- Jaruška (Jaruschka)
- Jawa (Darf ich waagen)
- Jen jednou v roce, polka
- Klárinka, polka
- Květuška, polka
- Májový večer (Maienabend), wals
- Martička (Die Sonne bringt den Tag)
- Milé vzpomínky, wals
- Nejhezčí koutek (Löffel-Polka), polka
- Pepina, oud-Tsjechische polka
- Pozdrav z hvozdů, mars
- Radostné mládí  (Fröhliche Jugend)
- Růžový květ, wals
- Sázavská polka, polka
- Snad vzpomeneš  (Gablonzer Perlen)
- U potůčku, polka
- U topolů (Jugend und Träume), polka
- V zahrádce (Garten-Polka, So ein Tag ohne Dich), polka
- Vyhrávala kapela (Die Kapelle hat gewonnen), polka
- Vlastenka, polka
- Volenka, polka
- Ztracená láska, wals